# Савин, Георгий Лаврентьевич
Георгий Лаврентьевич Савин (28 июля 1945 — 23 мая 2024) — советский хоккеист, нападающий.

## Биография
Воспитанник ЦСКА. Выступал за команды «Металлург» Березники (1962/63), «Молот» Пермь (1962/63 — 1963/64), «Спартак» Москва (1964/65 — 1965/66), «Крылья Советов» Москва (1966/67 — 1967/68), «Сатурн» Раменское (1968/69), СКА Калинин (1969/70 — 1970/71).
В чемпионате СССР провёл пять сезонов (1962/63, 1964/65 — 1967/68), двукратный серебряный призёр (1964/65, 1965/66).
Сыграл два матча за сборную СССР в 1965 году против Канады.
Скончался 23 мая 2024 года в возрасте 78 лет.